# Pierce (Wisconsin)
Pierce es un pueblo ubicado en el condado de Kewaunee en el estado estadounidense de Wisconsin. En el Censo de 2010 tenía una población de 833 habitantes y una densidad poblacional de 14,84 personas por km².

## Geografía
Pierce se encuentra ubicado en las coordenadas 44°32′9″N 87°29′27″O / 44.53583, -87.49083. Según la Oficina del Censo de los Estados Unidos, Pierce tiene una superficie total de 56.13 km², de la cual 47.87 km² corresponden a tierra firme y (14.71%) 8.26 km² es agua.

## Demografía
Según el censo de 2010, había 833 personas residiendo en Pierce. La densidad de población era de 14,84 hab./km². De los 833 habitantes, Pierce estaba compuesto por el 97.48% blancos, el 1.2% eran afroamericanos, el 0% eran amerindios, el 0.36% eran asiáticos, el 0% eran isleños del Pacífico, el 0.72% eran de otras razas y el 0.24% pertenecían a dos o más razas. Del total de la población el 1.44% eran hispanos o latinos de cualquier raza.